# Farven
Farven é um município da Alemanha localizado no distrito de Rotenburg, estado da Baixa Saxônia.
Pertence ao Samtgemeinde de Selsingen.